# 侯廷訓
侯廷訓（1484年—1546年），字孟學，號筆山，浙江温州府樂清縣人，明朝政治人物，進士出身。

## 生平
正德十一年（1516年）丙子科浙江鄉試第十名。正德十六年（1521年）登進士第二甲第三十六名。嘉靖初，上疏請設孝宗為皇考，言辭切直。授南京禮部主事。嘉靖三年（1524年）冬，大禮議事件事定。侯廷訓心懷不滿，私自刊刻所著議禮書，寄往京師，因此下詔獄拷訊。其子侯一元年僅十三歲，伏闕訟冤，廷訓得釋。贬山东掖县县丞，摄即墨县事。
嘉靖十六年（1537年）任廣東南雄府推官。累官福建按察司漳南僉事，因貪虐而被彈劾為民。

## 著作
著有《六礼纂要》、《笔山小稿》、《泗志备遗》等。

## 家族
曾祖侯搢，教谕。祖父侯仁。父侯敬，從仕郎，曾任州判官，母陳氏。严侍下。兄廷詔、廷口、弟廷瞻、廷誡（贡士）、廷論、廷言。
子侯一元、孙侯傅邦、曾孙侯应宾，皆进士。